# Zítra to roztočíme, drahoušku…!
Zítra to roztočíme, drahoušku…! je česká komedie, kterou natočil režisér Petr Schulhoff v roce 1976. Dvě sousední rodiny si dělají jeden vydařenější žertík za druhým.

## Obsazení
| Miloš Kopecký     | komparzista Evžen Novák                       |
| Stella Zázvorková | uklízečka Božena Nováková, Evženova manželka  |
| Iva Janžurová     | sousedka Alena Bartáčková                     |
| František Peterka | skladník Karel "Kája" Bartáček, Alenin manžel |
| Luděk Sobota      | taxikář Renek, syn Novákových                 |
| Dagmar Veškrnová  | prodavačka Naďa Kovalová, neteř Bartáčkových  |
| Darja Hajská      | domovnice, později uvaděčka Vodrážková        |
| Eva Hudečková     | sekretářka Janička                            |
| Jan Skopeček      | strážmistr VB                                 |
| Stella Májová     | pracovnice komparzního rejstříku Kačabová     |
| Helena Růžičková  | uklízečka Hortenzie                           |
| Marie Motlová     | listonoška                                    |
| Jiří Lír          | zeměměřič                                     |
| Jana Kasanová     | pasažérka taxi                                |
| Václav Štekl      | zájemce o auto                                |
| Raoul Schránil    | vrchní číšník                                 |
| Josef Hlinomaz    | vedoucí taxislužby                            |
| Petr Nárožný      | referent osobního oddělení                    |
| Věra Bublíková    | úřednice ONV                                  |
| Vítězslav Černý   | stěhovák                                      |
| Ivo Hrdina        | svatebčan / účetní                            |

Dále hrají: Olga Blechová (Renkova tmavovlasá přítelkyně), Hana Čížková (Renkova blond přítelkyně), Vladimír Hrubý (prodavač v kovomatu), Václav Trégl (starý soused), Hana Packertová (dispečerka), Milena Velíšková (kolegyně uklízečky Hortenzie), Jiřina Bílá (svatebčanka), Miroslav Čermák (svatebčan), Jindra Kvardová (svatebčanka), Miloslav Homola (vrátný), Slávka Hamouzová (nájemnice), Vlastimila Vlková (zájemkyně o auto na ulici), Eva Kubíková (skriptka), Bohumil Koška (příslušník VB), Bert Schneider (příslušník VB), Jiří Vojta (kameraman), Josef Střecha (kameraman), Ladislav Lahoda (chlapík), Lubor Tokoš (hlas rekvizitáře v ateliéru)

## Návštěvnost
Od své premiéry v listopadu 1976 až do 30. června 1990, kdy byl vyřazen z distribuce, vidělo film v českých kinech v rámci 8 761 představení celkem 1 613 918 diváků.